# Yang Jisheng
Œuvres principales
Stèles. La Grande Famine en Chine, 1958-1961
Renverser ciel et terre - La tragédie de la Révolution culturelle, 1966–1976
Compléments
Ancien membre du parti communiste chinois à partir de 1964
Yang Jisheng (chinois simplifié : 杨继绳 ; pinyin : Yáng Jìshéng), né en novembre 1940, est un journaliste et historien chinois et auteur de Stèles (墓碑, Mùbēi), un compte rendu complet de la grande famine de Chine durant le Grand Bond en avant. 
Yang a rejoint le Parti communiste chinois en 1964 et a été diplômé de l'université Tsinghua en 1966. Il a rejoint ponctuellement l'Agence Chine nouvelle, où il a travaillé jusqu'à sa retraite en 2001. Depuis 2008, il est le sous-éditeur du journal Yanhuang Chunqiu (炎黄春秋) (généralement traduit par les Chroniques de l'Histoire) à Pékin,. Yang Jisheng est aussi un membre du China Media Project, un département de l'université de Hong Kong.

## Biographie
Yang Jisheng est né en novembre 1940,,. Yang est le fils d’un paysan du Hubei ; âgé de 19 ans, il apprend la mort de faim de son père mais ne connaissant pas l'origine de la famine, il n'en tire aucune conséquence politique.
En 1960, Yang Jisheng a été admis à l'université Tsinghua, où il obtient son diplôme d'ingénieur ; il rejoint le Parti communiste chinois en avril 1964. Après six ans d'études, il est tout juste diplômé lorsque la révolution culturelle éclate. Yang rejoint Xinhua, l'agence officielle de la Chine populaire, et intègre leur bureau à Tianjin. Il a publié nombreux articles sur la société à la suite d'enquêtes, comme notamment une enquête en 1972 sur l'utilisation du terrain par la caserne APL de Tianjin qui menaçait les relations entre civils et militaires, « Enquête sur la productivité du travail de Tianjin ». Dans les années 1980, il écrit des articles scientifiques. Il occupait plusieurs rôles lors de son emploi chez Xinhua, y compris le rédacteur en chef du China Market à Hong Kong. Yang Jisheng fut nommé en 1984 le premier journaliste national exceptionnel, et en 1992 il fut récompensé d'une allocation spéciale par le Conseil d'État pour ses contributions exceptionnelles et expertes. 
Au début des années 1990, Yang a commencé à interviewer des personnes et recueillir des dossiers sur la grande famine de 1959-1961, pendant laquelle son oncle — qui l'a élevé comme son propre père — est mort, accumulant finalement dix millions de mots dans son rapport. Il a publié un double-volume de 1 100 pages sur cette période, dans lequel il a cité méticuleusement ses sources pour anticiper une contestation par le gouvernement chinois. Ce compte rendu a été reconnu comme celui faisant autorité sur la grande famine,. Il commence ainsi son livre,

« J'appelle ce livre « Stèle ». C'est une pierre tombale pour mon oncle qui est mort de faim en 1959, pour les 36 millions de Chinois qui sont aussi morts de faim, pour le système qui a causé leur mort, et peut-être pour moi-même pour avoir écrit ce livre. »

Le livre a été publié à Hong Kong et est interdit en Chine continentale.
Sa traduction en français, Stèles. Grande famine en Chine (1958-1961), paraît au Seuil en septembre 2012.
En 2001, Yang prend sa retraite de Xinhua, il rejoint les comités éditoriaux des revus La Réforme de la Chine, Entrepreneurs chinois et d'autres magazines, et continue d'écrire des commentaires. Au début de 2003, il fut nommé vice-président du Yanhuang Chunqiu (Chroniques historiques) magazine basé à Pékin, et depuis 2008 Yang est le rédacteur en chef adjoint du mensuel où il évoque la Grande famine.
En 2016, Yang Jisheng ne peut pas venir aux États-Unis recevoir le prix Louis M. Lyons de l'université Harvard. Frank Dikötter, auteur de La Grande Famine de Mao (Mao's Great Famine), considère que ce refus de Pékin témoigne de la dégradation politique en Chine.

## Travaux publiés
- 墓碑 －－中國六十年代大饑荒紀實 (Mu Bei - - Zhong Guo Liu Shi Nian Dai Da Ji Huang Ji Shi), Hong Kong: Cosmos Books (Tian Di Tu Shu), 2008,  (ISBN 978-988-211-909-3) (zh)
- Stèles. La Grande Famine en Chine, 1958-1961, Seuil, 660 p., 2012.
- Renverser ciel et terre - La tragédie de la Révolution culturelle, 1966–1976, traduction française de 天地翻覆 par Louis Vincenolles, Éditions du Seuil, 2020年,  (ISBN 978-2-02-133118-9)[11]
- The World Turned Upside Down: A History of the Chinese Cultural Revolution, trans. and ed. by Stacy Mosher and Guo Jian, New York: Farrar, Straus and Giroux (2021),  (ISBN 9780374293130).